# Tetheamyrma subspongia
Tetheamyrma subspongia är en myrart som beskrevs av Bolton 1991. Tetheamyrma subspongia ingår i släktet Tetheamyrma och familjen myror. Inga underarter finns listade i Catalogue of Life.